# Paraseison nudus
Paraseison nudus is een raderdiertjessoort uit de familie Seisonidae. De wetenschappelijke naam van deze soort is voor het eerst geldig gepubliceerd in 1887 door Plate.